# Vuelta a Portugal 2017
La 79.ª edición de la Vuelta a Portugal se celebró entre el 4 y el 15 de agosto de 2017 con inicio en la ciudad de Lisboa y final en la ciudad de Viseu. El recorrido consistió de un prólogo y 10 etapas sobre una distancia total de 1626,7 km.
La carrera formó parte del circuito UCI Europe Tour 2017 dentro de la categoría 2.1 y fue ganada por el ciclista portugués Amaro Antunes del equipo W52-FC Porto tras la descalificación por dopaje de su compañero Raúl Alarcón. El podio lo completaron el ciclista español Vicente García del equipo Louletano-Hospital de Loulé y el ciclista italiano Rinaldo Nocentini del equipo Sporting-Tavira.

## Equipos participantes
Tomaron la partida un total de 18 equipos, de los cuales 1 fue de categoría Profesional Continental y 17 Continentales, quienes conformaron un pelotón de 140 ciclistas de los cuales terminaron 109. Los equipos participantes fueron:
| Equipo continental profesional- Israel Cycling Academy Equipos continentales (17)- Armée de terre - Bike Aid - RP-Boavista - Efapel - Euskadi Basque Country-Murias - GM Europa Ovini - H&R Block - JLT Condor - Kuwait-Cartucho.es - LA Alumínios-Metalusa-BlackJack - Louletano-Hospital de Loulé - Metec-TKH-Mantel - Sporting-Tavira - Dauner D&DQ-Akkon - Unieuro Trevigiani-Hemus 1896 - Vorarlberg - W52-FC Porto |
| |

## Recorrido
| Etapa      | Fecha     | Recorrido                              | type                    | Distancia (km) | Ganador                  | Líder         |
| ---------- | --------- | -------------------------------------- | ----------------------- | -------------- | ------------------------ | ------------- |
| Prólogo    | 4 de ago  | Lisboa – Lisboa                        | contrarreloj individual | 5,4            | Damien Gaudin            | Damien Gaudin |
| 1.ª etapa  | 5 de ago  | Vila Franca de Xira – Castelo Branco   | etapa escarpada         | 203            | Raúl Alarcón             | Raúl Alarcón  |
| 2.ª etapa  | 6 de ago  | Reguengos de Monsaraz – Castelo Branco | etapa escarpada         | 214,7          | Samuel Caldeira          | Raúl Alarcón  |
| 3.ª etapa  | 7 de ago  | Figueira de Castelo Rodrigo – Braganza | etapa de media montaña  | 162,7          | Bryan Alaphilippe        | Raúl Alarcón  |
| 4.ª etapa  | 8 de ago  | Macedo de Cavaleiros – Mondim de Basto | etapa de montaña        | 152,7          | Raúl Alarcón             | Raúl Alarcón  |
| 5.ª etapa  | 9 de ago  | Boticas – Viana do Castelo             | etapa escarpada         | 179,6          | Gustavo César Veloso     | Raúl Alarcón  |
| 6.ª etapa  | 10 de ago | Braga – Fafe                           | etapa de media montaña  | 182,7          | Rui Sousa                | Raúl Alarcón  |
|            | 11 de ago | Día de descanso                        | Día de descanso         |                |                          |               |
| 7.ª etapa  | 12 de ago | Lousada – Santo Tirso                  | etapa escarpada         | 161,9          | António Barbio           | Raúl Alarcón  |
| 8.ª etapa  | 13 de ago | Gondomar – Oliveira de Azeméis         | etapa escarpada         | 159,8          | Vicente García de Mateos | Raúl Alarcón  |
| 9.ª etapa  | 14 de ago | Lousã – Guarda                         | etapa de montaña        | 184,1          | Amaro Antunes            | Raúl Alarcón  |
| 10.ª etapa | 15 de ago | Viseo – Viseo                          | contrarreloj individual | 20,1           | Gustavo César Veloso     | Raúl Alarcón  |

## Clasificaciones finales
Las clasificaciones finalizaron de la siguiente forma:

### Clasificación general
| \| Clasificación general \| Clasificación general \| Clasificación general \| Clasificación general \| Clasificación general \| \| Ciclista \| Ciclista \| Equipo \| Tiempo \| \| \| --------------------- \| ------------------------ \| --------------------------- \| --------------------- \| --------------------- \| \| 1.º \| Raúl Alarcón \| W52-FC Porto \| DES \| \| \| 1.º \| Amaro Antunes \| W52-FC Porto \| + 1 min 23 s \| \| \| 2.º \| Vicente García de Mateos \| Louletano-Hospital de Loulé \| + 5 min 25 s \| \| \| 3.º \| Rinaldo Nocentini \| Sporting-Tavira \| + 5 min 54 s \| \| \| 5.º \| Alejandro Marque \| Sporting-Tavira \| + 7 min 10 s \| \| \| 6.º \| António Carvalho \| W52-FC Porto \| + 7 min 25 s \| \| \| 7.º \| João Benta \| RP-Boavista \| + 7 min 54 s \| \| \| 8.º \| Henrique Casimiro \| Efapel \| + 8 min 11 s \| \| \| 9.º \| Sérgio Paulinho \| Efapel \| + 8 min 36 s \| \| \| 10.º \| Krists Neilands \| Israel Cycling Academy \| + 9 min 35 s \| \| |                          |                             |              |
| |                          |                             |              |
| Fuente: ProCyclingStats |                          |                             |              |
| Clasificación general |                          |                             |              |
| Ciclista | Ciclista                 | Equipo                      | Tiempo       |
| 1.º | Raúl Alarcón             | W52-FC Porto                | DES          |
| 1.º | Amaro Antunes            | W52-FC Porto                | + 1 min 23 s |
| 2.º | Vicente García de Mateos | Louletano-Hospital de Loulé | + 5 min 25 s |
| 3.º | Rinaldo Nocentini        | Sporting-Tavira             | + 5 min 54 s |
| 5.º | Alejandro Marque         | Sporting-Tavira             | + 7 min 10 s |
| 6.º | António Carvalho         | W52-FC Porto                | + 7 min 25 s |
| 7.º | João Benta               | RP-Boavista                 | + 7 min 54 s |
| 8.º | Henrique Casimiro        | Efapel                      | + 8 min 11 s |
| 9.º | Sérgio Paulinho          | Efapel                      | + 8 min 36 s |
| 10.º | Krists Neilands          | Israel Cycling Academy      | + 9 min 35 s |

### Clasificación por puntos
| Clasificación por puntos | Clasificación por puntos | Clasificación por puntos    | Clasificación por puntos | Clasificación por puntos |
| Ciclista                 | Ciclista                 | Equipo                      | Puntos                   |                          |
| ------------------------ | ------------------------ | --------------------------- | ------------------------ | ------------------------ |
| 1.º                      | Vicente García de Mateos | Louletano-Hospital de Loulé | 142 pts                  |                          |
| 2.º                      | Raúl Alarcón             | W52-FC Porto                | DES                      |                          |
| 3.º                      | Gustavo César Veloso     | W52-FC Porto                | 111 pts                  |                          |
| 4.º                      | Amaro Antunes            | W52-FC Porto                | 89 pts                   |                          |
| 5.º                      | Rinaldo Nocentini        | Sporting-Tavira             | 86 pts                   |                          |
| 6.º                      | Krists Neilands          | Israel Cycling Academy      | 58 pts                   |                          |
| 7.º                      | Daniel Mestre            | Efapel                      | 52 pts                   |                          |
| 8.º                      | João Benta               | RP-Boavista                 | 43 pts                   |                          |
| 9.º                      | Alejandro Marque         | Sporting-Tavira             | 35 pts                   |                          |
| 10.º                     | Marco Tizza              | GM Europa Ovini             | 32 pts                   |                          |

### Clasificación de la montaña
| Clasificación de la montaña | Clasificación de la montaña | Clasificación de la montaña     | Clasificación de la montaña | Clasificación de la montaña |
| Ciclista                    | Ciclista                    | Equipo                          | Puntos                      |                             |
| --------------------------- | --------------------------- | ------------------------------- | --------------------------- | --------------------------- |
| 1.º                         | Amaro Antunes               | W52-FC Porto                    | 60 pts                      |                             |
| 2.º                         | Mikel Bizkarra              | Euskadi Basque Country-Murias   | 56 pts                      |                             |
| 3.º                         | João Matias                 | LA Aluminios-Metalusa-BlackJack | 48 pts                      |                             |
| 4.º                         | Raúl Alarcón                | W52-FC Porto                    | DES                         |                             |
| 5.º                         | Luís Afonso                 | LA Aluminios-Metalusa-BlackJack | 34 pts                      |                             |
| 6.º                         | Sebastian Baldauf           | Hrinkow Advarics Cycleang       | 31 pts                      |                             |
| 7.º                         | Rui Sousa                   | RP-Boavista                     | 28 pts                      |                             |
| 8.º                         | Vicente García de Mateos    | Louletano-Hospital de Loulé     | 26 pts                      |                             |
| 9.º                         | Ricardo Mestre              | W52-FC Porto                    | 26 pts                      |                             |
| 10.º                        | Rinaldo Nocentini           | Sporting-Tavira                 | 25 pts                      |                             |

### Clasificación de los jóvenes
| Clasificación del mejor joven | Clasificación del mejor joven | Clasificación del mejor joven | Clasificación del mejor joven | Clasificación del mejor joven |
| Ciclista                      | Ciclista                      | Equipo                        | Tiempo                        |                               |
| ----------------------------- | ----------------------------- | ----------------------------- | ----------------------------- | ----------------------------- |
| 1.º                           | Krists Neilands               | Israel Cycling Academy        | 41 h 55 min 49 s              |                               |
| 2.º                           | Luís Gomes                    | RP-Boavista                   | + 16 min 38 s                 |                               |
| 3.º                           | Chris Prendergast             |                               | + 48 min 12 s                 |                               |
| 4.º                           | Ben Perry                     | Israel Cycling Academy        | + 1 h 06 min 54 s             |                               |
| 5.º                           | Óscar Rodríguez Garaicoechea  | Euskadi Basque Country-Murias | + 1 h 17 min 28 s             |                               |
| 6.º                           | Edward Laverack               | JLT Condor                    | + 1 h 19 min 28 s             |                               |
| 7.º                           | José Manuel Díaz Gallego      | Israel Cycling Academy        | + 1 h 19 min 29 s             |                               |
| 8.º                           | Cyril Barthe                  | Euskadi Basque Country-Murias | + 1 h 23 min 14 s             |                               |
| 9.º                           | Simone Ravanelli              | Unieuro Trevigiani-Hemus 1896 | + 1 h 29 min 14 s             |                               |
| 10.º                          | Jim Lindenburg                | Metec-TKH-Mantel              | + 1 h 41 min 23 s             |                               |

### Clasificación por equipos
| Clasificación por equipos | Clasificación por equipos       | Clasificación por equipos | Clasificación por equipos |
| Equipo                    | Equipo                          | Tiempo                    |                           |
| ------------------------- | ------------------------------- | ------------------------- | ------------------------- |
| 1.º                       | W52-FC Porto                    | 125 h 26 min 02 s         |                           |
| 2.º                       | RP-Boavista                     | + 23 min 49 s             |                           |
| 3.º                       | Efapel                          | + 28 min 08 s             |                           |
| 4.º                       | Sporting-Tavira                 | + 43 min 32 s             |                           |
| 5.º                       | LA Alumínios-Metalusa-BlackJack | + 1 h 00 min 20 s         |                           |
| 6.º                       | Louletano-Hospital de Loulé     | + 1 h 23 min 38 s         |                           |
| 7.º                       | Euskadi Basque Country-Murias   | + 2 h 19 min 03 s         |                           |
| 8.º                       | Vorarlberg                      | + 2 h 23 min 37 s         |                           |
| 9.º                       | Israel Cycling Academy          | + 2 h 24 min 27 s         |                           |
| 10.º                      | Kuwait-Cartucho.es              | + 2 h 29 min 22 s         |                           |

## Evolución de las clasificaciones
| Etapa                   | Vencedor                | Clasificación general      | Clasificación por puntos | Clasificación de la montaña | Clasificación de los jóvenes | Clasificación por equipos | Clasificación del mejor portugués |
| ----------------------- | ----------------------- | -------------------------- | ------------------------ | --------------------------- | ---------------------------- | ------------------------- | --------------------------------- |
| Prólogo                 | Damien Gaudin           | Damien Gaudin              | Domingos Gonçalves       | Alejandro Marque            | Travis Samuel                | Sporting-Tavira           | Domingos Gonçalves                |
| 1.ª                     | Raúl Alarcón            | Raúl Alarcón               | Raúl Alarcón             | César Fonte                 | Óscar Rodríguez              | W52-FC Porto              | Domingos Gonçalves                |
| 2.ª                     | Samuel Caldeira         | Raúl Alarcón               | Raúl Alarcón             | Roy Goldstein               | Óscar Rodríguez              | W52-FC Porto              | Domingos Gonçalves                |
| 3.ª                     | Bryan Alaphilippe       | Raúl Alarcón               | Raúl Alarcón             | João Matias                 | Óscar Rodríguez              | W52-FC Porto              | Domingos Gonçalves                |
| 4.ª                     | Raúl Alarcón            | Raúl Alarcón               | Raúl Alarcón             | João Matias                 | Krists Neilands              | W52-FC Porto              | Amaro Antunes                     |
| 5.ª                     | Gustavo Veloso          | Raúl Alarcón               | Raúl Alarcón             | João Matias                 | Krists Neilands              | W52-FC Porto              | Amaro Antunes                     |
| 6.ª                     | Rui Sousa               | Raúl Alarcón               | Vicente García           | João Matias                 | Krists Neilands              | W52-FC Porto              | Amaro Antunes                     |
| 7.ª                     | António Barbio          | Raúl Alarcón               | Vicente García           | João Matias                 | Krists Neilands              | W52-FC Porto              | Amaro Antunes                     |
| 8.ª                     | Vicente García          | Raúl Alarcón               | Vicente García           | João Matias                 | Krists Neilands              | W52-FC Porto              | Amaro Antunes                     |
| 9.ª                     | Amaro Antunes           | Raúl Alarcón               | Vicente García           | Amaro Antunes               | Krists Neilands              | W52-FC Porto              | Amaro Antunes                     |
| 10.ª                    | Gustavo Veloso          | Raúl Alarcón               | Vicente García           | Amaro Antunes               | Krists Neilands              | W52-FC Porto              | Amaro Antunes                     |
| Clasificaciones finales | Clasificaciones finales | Raúl Alarcón Amaro Antunes | Vicente García           | Amaro Antunes               | Krists Neilands              | W52-FC Porto              | Amaro Antunes                     |